# Bahnstrecke Finnentrop–Freudenberg
| Doppelstockbrücke Listertal |                      |                                                           |                                                           |
| |                      |                                                           |                                                           |
| Streckennummer (DB): | 2864                 |                                                           |                                                           |
| Kursbuchstrecke (DB): | 442                  |                                                           |                                                           |
| Kursbuchstrecke: | 239c (1946)          |                                                           |                                                           |
| Streckenlänge: | 43,6 km              |                                                           |                                                           |
| Spurweite: | 1435 mm (Normalspur) |                                                           |                                                           |
| Streckengeschwindigkeit: | 80 km/h              |                                                           |                                                           |
| |                      |                                                           |                                                           |
| \| \| \| von Hagen bzw. Wennemen \| \| \| \| 0,0 \| Finnentrop \| Finnentrop \| \| \| \| nach Siegen \| \| \| \| 2,4 \| Heggen (Bedarfshalt) \| Heggen (Bedarfshalt) \| \| \| 8,1 \| Schrotthandel (Anst) \| Schrotthandel (Anst) \| \| \| 8,4 \| Attendorn \| Attendorn \| \| \| 8,5 \| Industrieanschluss (Anst) \| Industrieanschluss (Anst) \| \| \| \| Neu-Listernohl (geplant)[1] \| \| \| \| 11,9 \| Kraghammer \| Kraghammer \| \| \| \| \| \| \| \| 12,5 \| Kraghammer Tunnel (108 m) \| Kraghammer Tunnel (108 m) \| \| \| \| \| \| \| \| 13,8 \| Listerscheid (Bedarfshalt); ↙ Plan 2022 nach Meinerzhagen \| Listerscheid (Bedarfshalt); ↙ Plan 2022 nach Meinerzhagen \| \| \| \| \| \| \| \| 13,9 \| Listernohl \| Listernohl \| \| \| 14,0 \| Bausenberg-Tunnel (1156 m) \| Bausenberg-Tunnel (1156 m) \| \| \| \| Doppelstockbrücke Listertal \| \| \| \| 15,5 \| Listertal-Tunnel (95 m) \| Listertal-Tunnel (95 m) \| \| \| 15,9 \| Attendorn-Hohen Hagen (Mai–Sep, Bed.-Halt) \| Attendorn-Hohen Hagen (Mai–Sep, Bed.-Halt) \| \| \| 16,3 \| Dumicketal-Tunnel (85 m) \| Dumicketal-Tunnel (85 m) \| \| \| \| Doppelstockbrücke Dumicketal \| \| \| \| 16,7 \| Erbscheid-Tunnel (1061 m) \| Erbscheid-Tunnel (1061 m) \| \| \| 17,1 \| Sondern \| Sondern \| \| \| 18,0 \| Sondern \| Sondern \| \| \| \| \| \| \| \| 18,5 \| Schneppenohler Tunnel / Alter Hanemicker Tunnel (158 m) \| Schneppenohler Tunnel / Alter Hanemicker Tunnel (158 m) \| \| \| \| \| \| \| \| 18,6 \| Hanemicker Tunnel (219 m) \| Hanemicker Tunnel (219 m) \| \| \| \| urspr. geplant von Meinerzhagen \| \| \| \| 19,8 \| Eichhagen (Bedarfshalt) \| Eichhagen (Bedarfshalt) \| \| \| \| Obersee \| \| \| \| \| Obersee \| \| \| \| \| von Siegburg \| \| \| \| 23,6 \| Olpe \| Olpe \| \| \| 27,4 \| Saßmicke \| Saßmicke \| \| \| 28,5 \| Tunnel unter A 4 (150 m) \| Tunnel unter A 4 (150 m) \| \| \| 29,1 \| Gerlingen ggf. evtl. Keilbahnhof für \| Gerlingen ggf. evtl. Keilbahnhof für \| \| \| \| gepl. Weiterführung nach Kreuztal \| \| \| \| 30,6 \| Wendenerhütte \| Wendenerhütte \| \| \| 31,9 \| Brün \| Brün \| \| \| 33,0 \| Rothemühle (zuletzt Anst) \| Rothemühle (zuletzt Anst) \| \| \| \| geplant nach Brüchermühle \| \| \| \| 35,0 \| Gewerbegebiet (Anst) \| Gewerbegebiet (Anst) \| \| \| \| Landesgrenze NRW/RLP \| \| \| \| 37,1 \| Wildenburg \| Wildenburg \| \| \| 38,7 \| Landesgrenze RLP/NRW \| Landesgrenze RLP/NRW \| \| \| 38,9 \| Hohenhain \| Hohenhain \| \| \| 39,2 \| Hohenhainer Tunnel (400 m) \| Hohenhainer Tunnel (400 m) \| \| \| 43,6 \| Freudenberg (Kr Siegen) \| Freudenberg (Kr Siegen) \| \| \| \| nach Betzdorf \| \| |                      |                                                           |                                                           |
| Strecke von halblinks und von halblinks |                      | von Hagen bzw. Wennemen                                   | von Hagen bzw. Wennemen                                   |
| Kopfbahnhof Strecke bis hier außer Betrieb | 0,0                  | Finnentrop                                                | Finnentrop                                                |
| |                      | nach Siegen                                               |                                                           |
| Haltepunkt / Haltestelle | 2,4                  | Heggen (Bedarfshalt)                                      | Heggen (Bedarfshalt)                                      |
| Abzweig geradeaus und ehemals nach rechts | 8,1                  | Schrotthandel (Anst)                                      | Schrotthandel (Anst)                                      |
| Bahnhof | 8,4                  | Attendorn                                                 | Attendorn                                                 |
| Abzweig geradeaus und ehemals nach links | 8,5                  | Industrieanschluss (Anst)                                 | Industrieanschluss (Anst)                                 |
| ehemaliger Haltepunkt / Haltestelle |                      | Neu-Listernohl (geplant)                                  | Neu-Listernohl (geplant)                                  |
| Haltepunkt / Haltestelle, ehemaliger Bahnhof | 11,9                 | Kraghammer                                                | Kraghammer                                                |
| Strecke von links · Abzweig ehemals geradeaus und nach rechts |                      |                                                           |                                                           |
| Strecke · Tunnel (Strecke außer Betrieb) | 12,5                 | Kraghammer Tunnel (108 m)                                 | Kraghammer Tunnel (108 m)                                 |
| |                      |                                                           |                                                           |
| Haltepunkt / Haltestelle · Strecke (außer Betrieb) | 13,8                 | Listerscheid (Bedarfshalt); ↙ Plan 2022 nach Meinerzhagen | Listerscheid (Bedarfshalt); ↙ Plan 2022 nach Meinerzhagen |
| |                      |                                                           |                                                           |
| Abzweig geradeaus und nach rechts · Bahnhof (Strecke außer Betrieb) | 13,9                 | Listernohl                                                | Listernohl                                                |
| Strecke geradeaus (im Tunnel) · Strecke (außer Betrieb) | 14,0                 | Bausenberg-Tunnel (1156 m)                                | Bausenberg-Tunnel (1156 m)                                |
| Strecke (außer Betrieb) |                      | Doppelstockbrücke Listertal                               | Doppelstockbrücke Listertal                               |
| Strecke geradeaus (im Tunnel) · Strecke (außer Betrieb) | 15,5                 | Listertal-Tunnel (95 m)                                   | Listertal-Tunnel (95 m)                                   |
| Haltepunkt / Haltestelle · Strecke (außer Betrieb) | 15,9                 | Attendorn-Hohen Hagen (Mai–Sep, Bed.-Halt)                | Attendorn-Hohen Hagen (Mai–Sep, Bed.-Halt)                |
| Strecke (im Tunnel) · Strecke (außer Betrieb) | 16,3                 | Dumicketal-Tunnel (85 m)                                  | Dumicketal-Tunnel (85 m)                                  |
| Strecke (außer Betrieb) |                      | Doppelstockbrücke Dumicketal                              | Doppelstockbrücke Dumicketal                              |
| Strecke (im Tunnel) · Strecke (außer Betrieb) | 16,7                 | Erbscheid-Tunnel (1061 m)                                 | Erbscheid-Tunnel (1061 m)                                 |
| Strecke · Bahnhof (Strecke außer Betrieb) | 17,1                 | Sondern                                                   | Sondern                                                   |
| Haltepunkt / Haltestelle, ehemaliger Bahnhof · Strecke (außer Betrieb) | 18,0                 | Sondern                                                   | Sondern                                                   |
| |                      |                                                           |                                                           |
| Strecke · Tunnel (Strecke außer Betrieb) | 18,5                 | Schneppenohler Tunnel / Alter Hanemicker Tunnel (158 m)   | Schneppenohler Tunnel / Alter Hanemicker Tunnel (158 m)   |
| |                      |                                                           |                                                           |
| Tunnel · Strecke (außer Betrieb) | 18,6                 | Hanemicker Tunnel (219 m)                                 | Hanemicker Tunnel (219 m)                                 |
| Strecke · Abzweig geradeaus und von rechts (Strecke außer Betrieb) |                      | urspr. geplant von Meinerzhagen                           | urspr. geplant von Meinerzhagen                           |
| Haltepunkt / Haltestelle · Bahnhof (Strecke außer Betrieb) | 19,8                 | Eichhagen (Bedarfshalt)                                   | Eichhagen (Bedarfshalt)                                   |
| Brücke über Wasserlauf · Strecke (außer Betrieb) |                      | Obersee                                                   | Obersee                                                   |
| Brücke über Wasserlauf · Strecke (außer Betrieb) |                      | Obersee                                                   | Obersee                                                   |
| Abzweig ehemals quer und nach links · Abzweig ehemals geradeaus und von rechts |                      | von Siegburg                                              | von Siegburg                                              |
| | 23,6                 | Olpe                                                      | Olpe                                                      |
| Haltepunkt / Haltestelle (Strecke außer Betrieb) | 27,4                 | Saßmicke                                                  | Saßmicke                                                  |
| Tunnel (Strecke außer Betrieb) | 28,5                 | Tunnel unter A 4 (150 m)                                  | Tunnel unter A 4 (150 m)                                  |
| Bahnhof (Strecke außer Betrieb) | 29,1                 | Gerlingen ggf. evtl. Keilbahnhof für                      | Gerlingen ggf. evtl. Keilbahnhof für                      |
| Abzweig geradeaus und nach links (Strecke außer Betrieb) |                      | gepl. Weiterführung nach Kreuztal                         | gepl. Weiterführung nach Kreuztal                         |
| Haltepunkt / Haltestelle (Strecke außer Betrieb) | 30,6                 | Wendenerhütte                                             | Wendenerhütte                                             |
| Haltepunkt / Haltestelle (Strecke außer Betrieb) | 31,9                 | Brün                                                      | Brün                                                      |
| Bahnhof (Strecke außer Betrieb) | 33,0                 | Rothemühle (zuletzt Anst)                                 | Rothemühle (zuletzt Anst)                                 |
| Abzweig geradeaus und nach rechts (Strecke außer Betrieb) |                      | geplant nach Brüchermühle                                 | geplant nach Brüchermühle                                 |
| Abzweig geradeaus und nach links (Strecke außer Betrieb) | 35,0                 | Gewerbegebiet (Anst)                                      | Gewerbegebiet (Anst)                                      |
| Grenze (Strecke außer Betrieb) |                      | Landesgrenze NRW/RLP                                      | Landesgrenze NRW/RLP                                      |
| Bahnhof (Strecke außer Betrieb) | 37,1                 | Wildenburg                                                | Wildenburg                                                |
| Grenze (Strecke außer Betrieb) | 38,7                 | Landesgrenze RLP/NRW                                      | Landesgrenze RLP/NRW                                      |
| Bahnhof (Strecke außer Betrieb) | 38,9                 | Hohenhain                                                 | Hohenhain                                                 |
| Tunnel (Strecke außer Betrieb) | 39,2                 | Hohenhainer Tunnel (400 m)                                | Hohenhainer Tunnel (400 m)                                |
| Bahnhof (Strecke außer Betrieb) | 43,6                 | Freudenberg (Kr Siegen)                                   | Freudenberg (Kr Siegen)                                   |
| |                      | nach Betzdorf                                             |                                                           |

Die Bahnstrecke Finnentrop–Freudenberg ist eine 43,6 Kilometer lange Nebenbahn im Tal der Bigge in Nordrhein-Westfalen. Während der Abschnitt Finnentrop–Olpe im Schienenpersonennahverkehr vom Biggesee-Express (Kursbuchstrecke 442) im Stundentakt bedient wird, ist der Abschnitt Olpe–Freudenberg stillgelegt und abgebaut.

## Geschichte

### Bau (1875 bis 1907)
Die Strecke wurde von der Bergisch-Märkischen Eisenbahn-Gesellschaft gebaut und am 1. November 1875 von Finnentrop bis Olpe in Betrieb genommen. Ursprünglich war geplant, sie mit der Aggertalbahn als Teil einer Magistrale Köln–Kassel zu bauen, die als Hauptbahn zweigleisig ausgebaut worden wäre, jedoch scheiterte dieses Projekt. Am 1. Dezember 1880 wurde sie über Gerlingen nach Rothemühle verlängert. Am 1. November 1907 schließlich wurde, bis Wildenburg-Bahnhof weiter dem Tal der Bigge folgend, der Verkehr nach Freudenberg (Westf) aufgenommen, wo die Strecke in die Asdorftalbahn über Niederfischbach nach Kirchen (Sieg) mit Anschluss an die Siegstrecke überging.
Eine weitere Strecke, die Aggertalbahn, verlief von Olpe über Drolshagen, Bergneustadt und Dieringhausen nach Siegburg.

### Neutrassierung (1964)
Beim Bau des Biggesees war anfangs geplant, die gesamte Strecke stillzulegen. Letztlich wurde aber aufgrund der Bedeutung des Sees für den Tourismus eine komplette Neutrassierung der Bahn entlang seines Ufers vorgenommen. Dabei waren drei neue Tunnel erforderlich, von denen der Bausenberg-Tunnel (1071 m) und der Erbscheid-Tunnel (1034 m) die längsten Durchstiche der Verbindung sind.
Sämtliche Brücken und Tunnel wurden bereits bei ihrem Bau für eine künftige Elektrifizierung vorbereitet, welche aber nie durchgeführt wurde. In Betrieb ging der neue Abschnitt am 31. Mai 1964.

### Reduzierungen (ab 1983)
Der Personenverkehr von Olpe nach Freudenberg wurde am 29. Mai 1983 eingestellt. Gleichzeitig wurde auch der Güterverkehr zwischen Freudenberg und Rothemühle eingestellt, während der Güterverkehr Rothemühle–Olpe noch bis zum 22. Mai 1993 aufrechterhalten wurde. Der Abschnitt Freudenberg–Rothemühle wurde bereits 1987, der Streckenteil Rothemühle–Olpe im Jahre 2000 stillgelegt und 2005 abgebaut. Auf Olper Stadtgebiet wird die ehemalige Bahnstrecke nun als provisorischer Parkplatz genutzt. In Zukunft soll sie in eine Ortsumgehung einbezogen werden.
In Olpe gab es ein Bahnbetriebswerk, das aber nur lokale Bedeutung hatte. Mit Indienststellung der Uerdinger Schienenbusse bei der Deutschen Bundesbahn, welche bis 1984 das Bild der Bahnstrecke prägten, wurde es bedeutungslos und aufgelöst.
Noch bis etwa 1992 gab es in Olpe Güterverkehr, bis Anfang der 1990er Jahre wurden auch noch gelegentlich der Bahnhof Rothemühle und ein Gleisanschluss im Gewerbegebiet zwei Kilometer südlich des Bahnhofs bedient. Ab Mitte der 1990er Jahre wurde der Güterverkehr auf Attendorn zurückgenommen und ist dort seit MORA C endgültig eingestellt.
Im Jahr 1994 wurden die lokbespannten Wagenzüge durch Triebzüge der Baureihe 628 ersetzt. Gleichzeitig wurde das Angebot ausgebaut und ein Taktfahrplan eingeführt. Die Nahverkehrslinie, die bei der Einführung als „Biggesee-Express“ beworben wurde, fährt seither stündlich zwischen Finnentrop und Olpe. Mit der Jahrtausendwende wurden auf der Linie Triebzüge der Baureihe 640 eingesetzt, die auch nach der ersten Vergabe der Dreiländerbahn erhalten blieben.
Im Jahr 2005 wurde der frühere Bahnhof in Olpe stark zurückgebaut, welcher seither nur noch ein Haltepunkt war und im Jahr 2013 endgültig aufgegeben wurde. Ersatzweise wurde ein Kombibahnsteig am Busbahnhof nördlich des ursprünglichen Bahnhofs errichtet. Das ehemalige Bahnhofsareal wird vollständig in städtebauliche Projekte einbezogen. Früher war Olpe ein Trennungsbahnhof, an dem die Strecke nach Siegburg abzweigte. Ursprünglich sollte auch die Bahnstrecke Meinerzhagen–Krummenerl hier herführen, die Verlängerung wurde jedoch nicht gebaut. Heute ist nur noch die Verbindung nach Finnentrop erhalten.
Eine Kreuzungsmöglichkeit besteht heute nur noch in Attendorn, wo zwei Gleise vorhanden sind. Das letzte zusätzliche Ausweich-/Gütergleis wurde dort 2014 im Rahmen der Modernisierungsarbeiten des Bahnhofs Attendorn entfernt. Bei dieser Modernisierung wurden die Bahnsteige auch mit Blindenleitstreifen versehen und die Zugänge barrierefrei ausgestaltet.
Am Haltepunkt, ehemals Bahnhof, Sondern wurden 2017 im Rahmen einer Umgestaltung des Biggesee-Ufers die letzten Reste des ehemaligen zweiten Gleises (ehemals Ortsgleis 1) sowie der frühere, zugehörige Hausbahnsteig entfernt.
Die gesamte Strecke inklusive des Bahnhofes Attendorn wird aus dem Finnentroper Stellwerk ferngesteuert.

## Zuverlässigkeit
Laut dem NWL-Qualitätsmonitor lag die Zuverlässigkeit der Linie RB 92 im Jahre 2021 bei 97,1 %.
In den ersten beiden Quartalen von 2022 betrug sie 95,8 %.

## Pünktlichkeit
Laut dem NWL-Qualitätsmonitor lag die Pünktlichkeit der Linie RB 92 im Jahre 2021 bei 99,2 %.
In den ersten beiden Quartalen von 2022 betrug sie 98,9 %.

## Generelle Qualität
Laut dem NWL-Qualitätsmonitor war die generelle Qualität der Linie RB 92 im Jahre 2021 bei 96,4 von 100.
In den ersten beiden Quartalen von 2022 betrug sie 96,2 von 100.

## Streckenbeschreibung
Die eingleisige Strecke verläuft auf dem Abschnitt Finnentrop–Attendorn durch Wiesen und über Dämme, aber auch teilweise durch den Wald. Zwischen Attendorn und Kraghammer verläuft die Strecke auf einem Damm durch die anliegenden Industriegebiete und auf dem Abschnitt Kraghammer–Olpe in Waldgebieten als Einschnittbahn.
Eine bauliche Besonderheit der Strecke sind die beiden Doppelstockbrücken über das Dumicke- und das Listertal am Biggesee, die gemeinsam mit den parallelen Straßen in zwei Etagen genutzt werden. Auf den unteren Etagen verkehren die Züge, auf den oberen befindet sich jeweils die Straße. Diese Bauwerke sind neben der doppelstöckigen Brücke bei Bullay in ihrer Art in Deutschland nahezu einmalig. Da die Züge auf der unteren Etage verkehren, müssen sie mithilfe von jeweils zwei Tunneln an den beiden Enden der Brücken unter das Niveau der Straße gelangen.
Am Haltepunkt Sondern besteht ein unmittelbarer Übergang zu den auf dem Biggesee verkehrenden Ausflugsschiffen. Dies ist der einzige „Seebahnhof“ Nordrhein-Westfalens.

## Bedienungsangebot

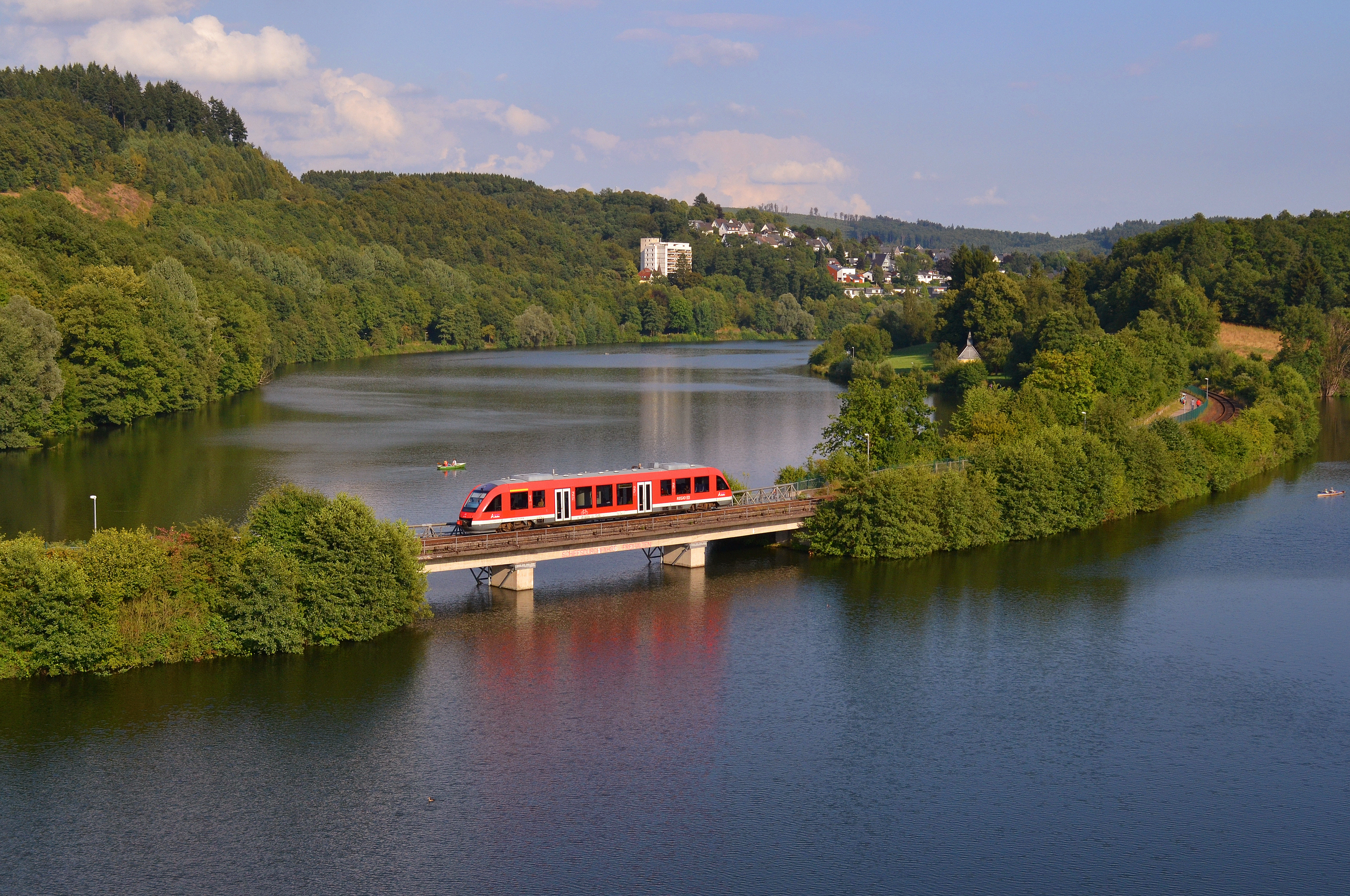
Ein Dieseltriebwagen der Baureihe 640 von DB Regio NRW bei Olpe

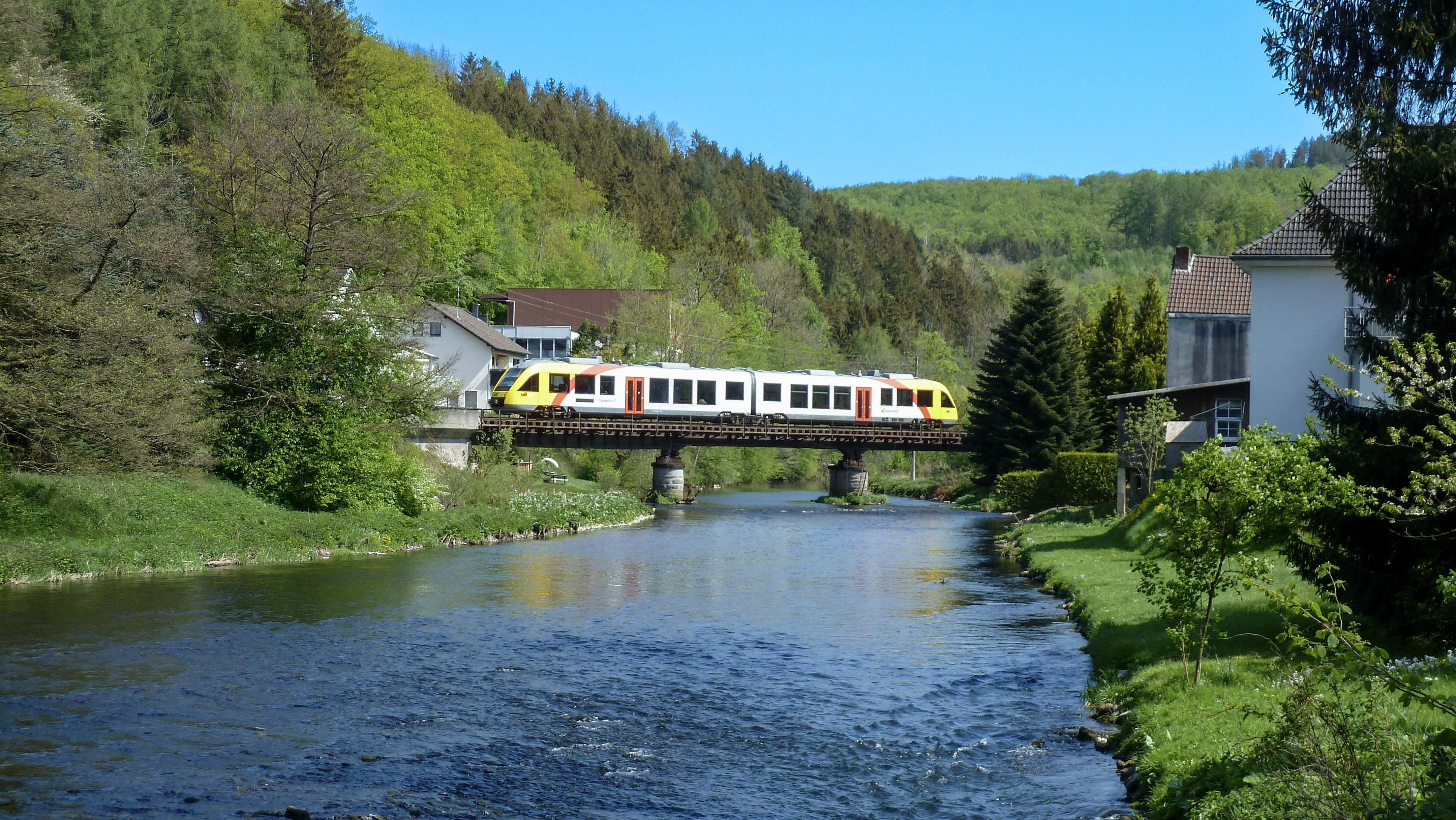
Zweiteiliger Dieseltriebwagen des Typs Alstom Coradia LINT von HLB an der Brücke von Altfinnentrop

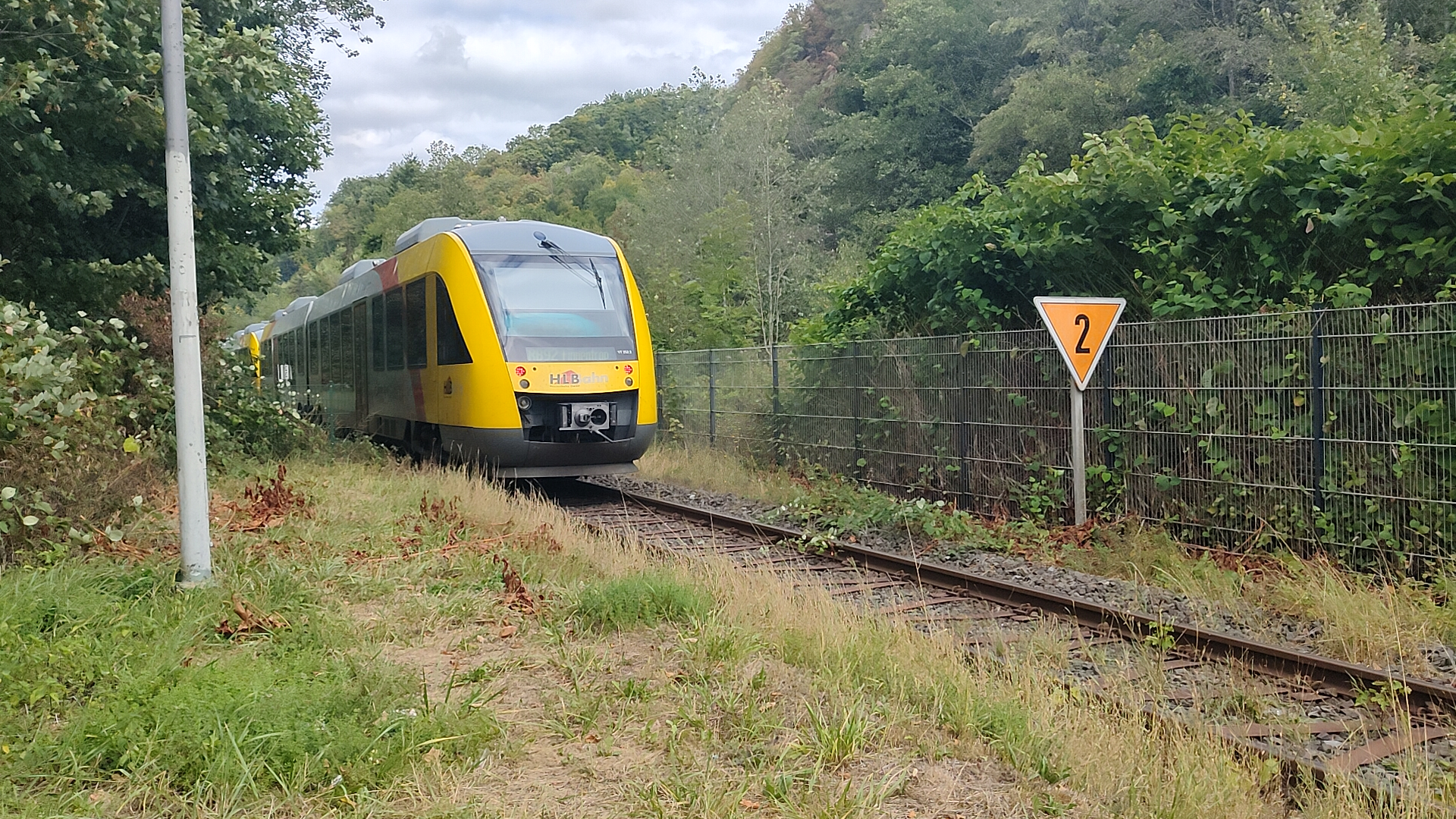
HLB Triebzug (LINT) am Heggener Bahnhof

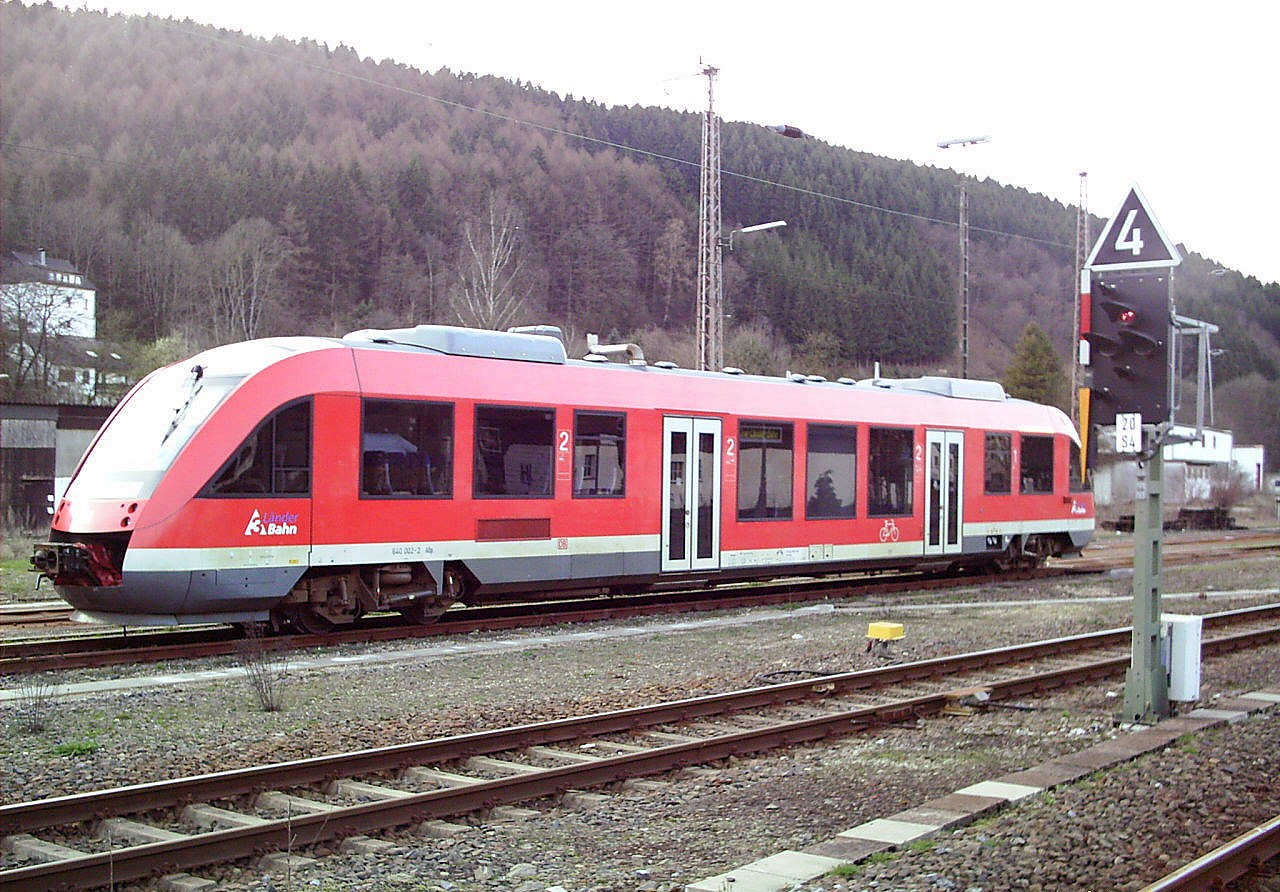
Dieseltriebwagen der Baureihe 640 als Biggesee-Express in Finnentrop

Die Bahnstrecke Finnentrop–Olpe wird im Schienenpersonennahverkehr (SPNV) täglich im Stundentakt von der Regionalbahn RB 92 (Biggesee-Express) mit Anschluss in Finnentrop an den Regional-Express RE 34 (Dortmund-Siegerland-Express) Richtung Dortmund sowie Siegen befahren.
Durchgeführt wird der SPNV von der Dreiländerbahn der HLB Hessenbahn, welche Dieseltriebwagen des Typs Alstom Coradia LINT in Einfach- und Doppeltraktion sowie bei besonderen Gelegenheiten (wie etwa dem Attendorner Karneval) Dreifachtraktion für Geschwindigkeiten bis zu 120 km/h einsetzt. Die komplette Strecke liegt im Westfalentarif, auch der NRW-Tarif und der Nahverkehrstarif der Deutschen Bahn kommen zur Anwendung.
Einige Stationen sind Bedarfshalte, Attendorn-Hohenhagen wurde jahrelang gar nicht, dann nur im Sommer bedient. Dies ist einerseits durch die rein touristische Nutzung des Haltepunktes, andererseits aber auch durch die fehlende Bahnsteigbeleuchtung bedingt. Etwas mehr als eine halbe Stunde benötigt der Zug von einem zum anderen Linienende.
Das Reisendenaufkommen beträgt täglich 900 Reisendenkilometer je Kilometer Betriebslänge.
Mit der gewonnenen Ausschreibung durch den ÖPNV-Aufgabenträger NWL im Dieselnetz Eifel-Westerwald-Sieg hat die Hessische Landesbahn zum Fahrplanwechsel im Dezember 2014 den Betrieb der Linie RB 92 übernommen. Ursprünglich war die Betriebsaufnahme erst im August 2015 vorgesehen. Da sich allerdings in Verhandlungen zu einem nötigen Übergangkonzept zeigte, dass eine vorgezogene Betriebsaufnahme der HLB besser als eine Vertragsverlängerung mit DB Regio ist, wurde die Übergabe entsprechend vorgezogen.

## Galerie

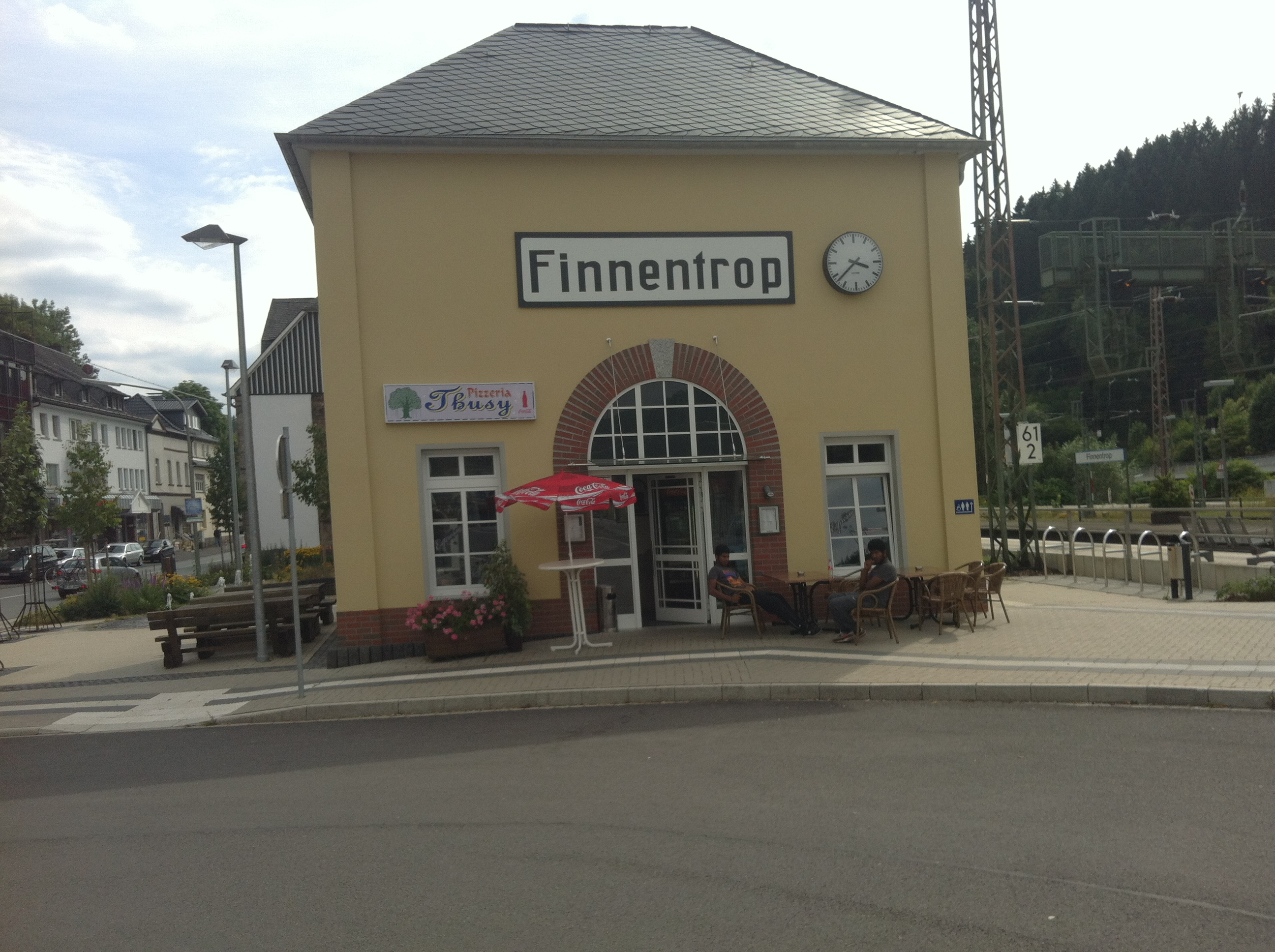
Bahnhofsgebäude Finnentrop
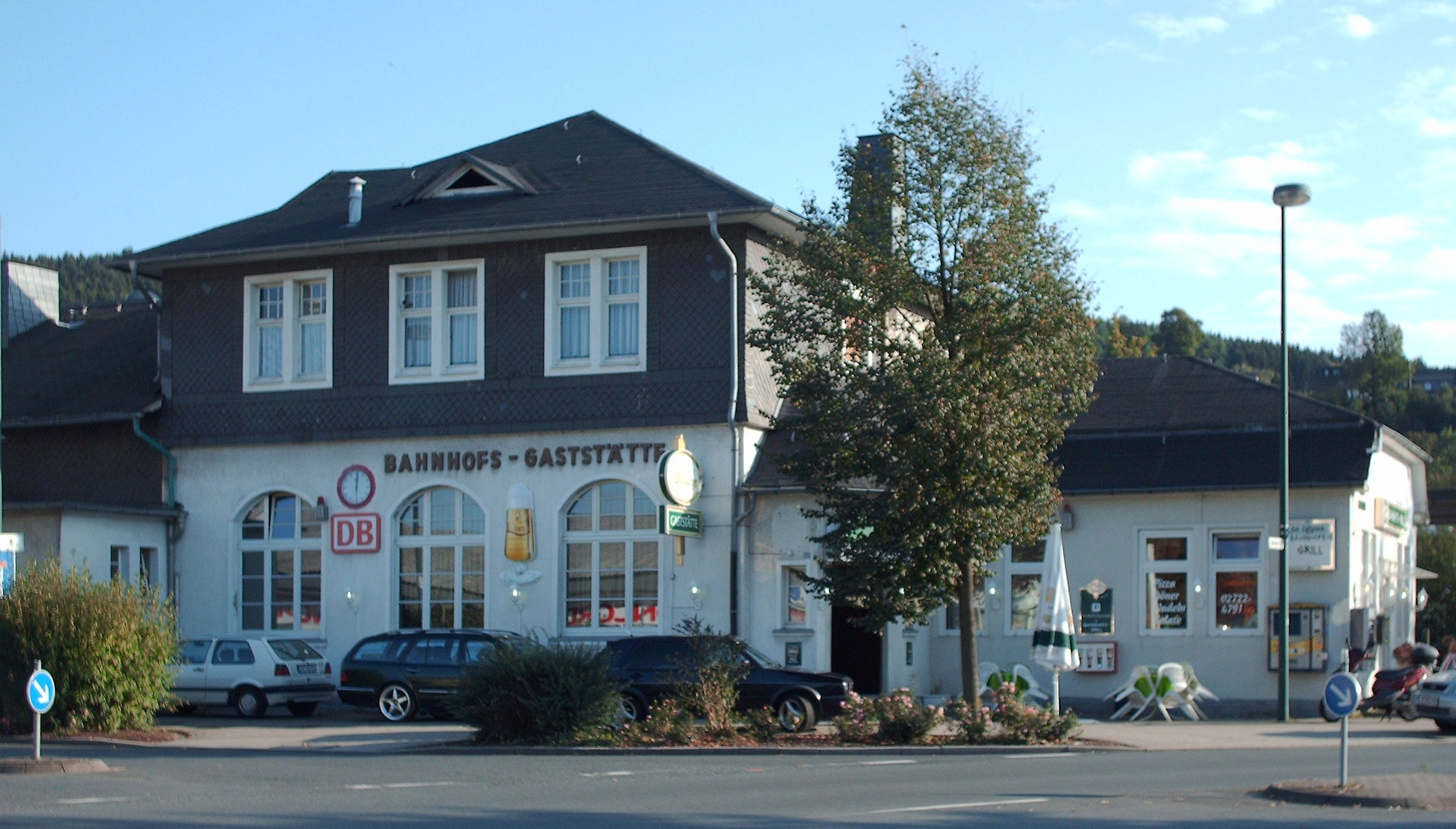
Bahnhofsgebäude Attendorn
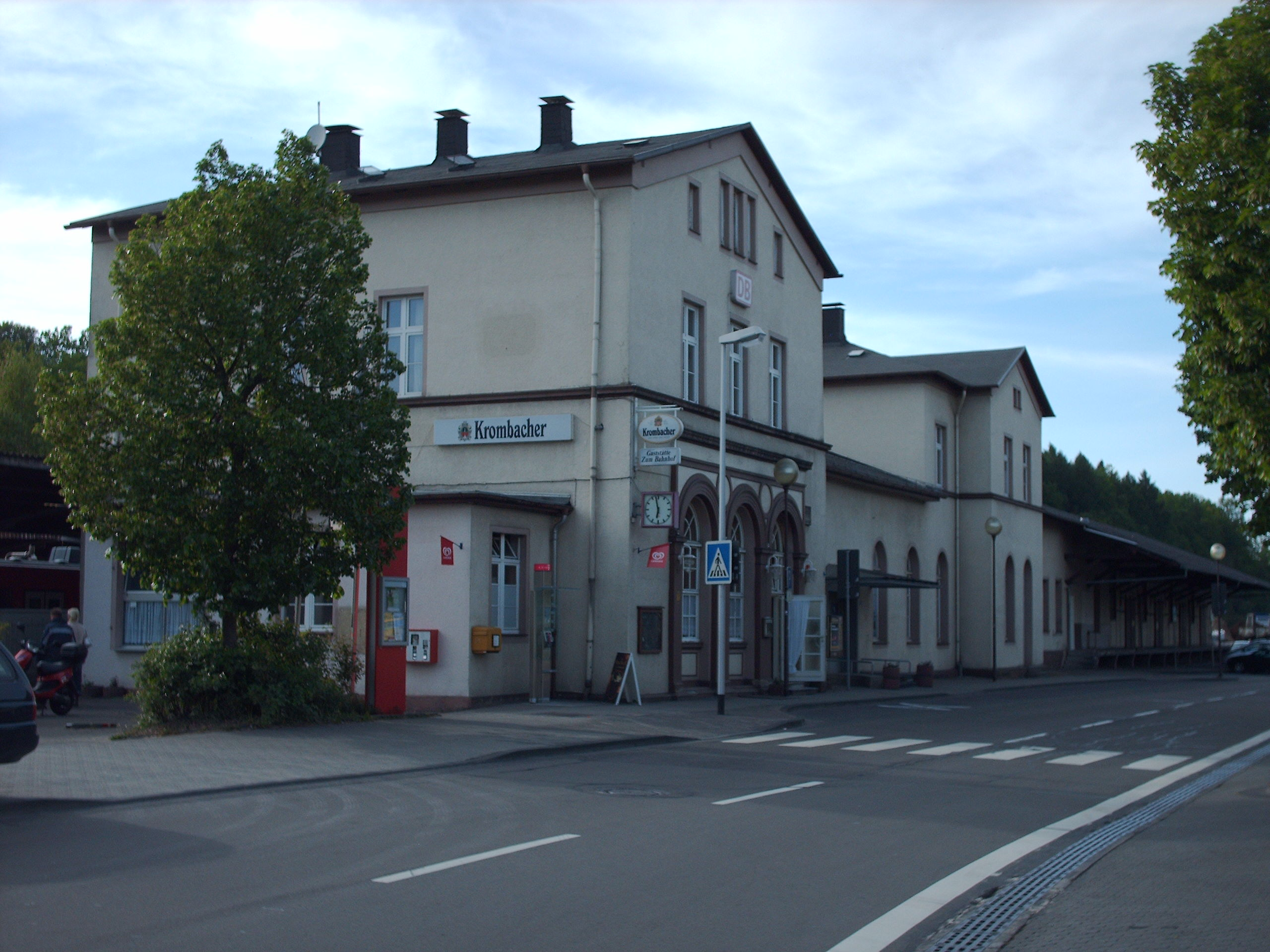
Bahnhofsgebäude Olpe
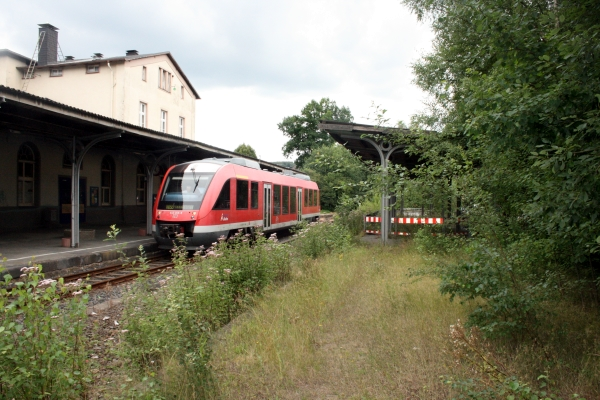
Zug im Haltepunkt Olpe (2010)
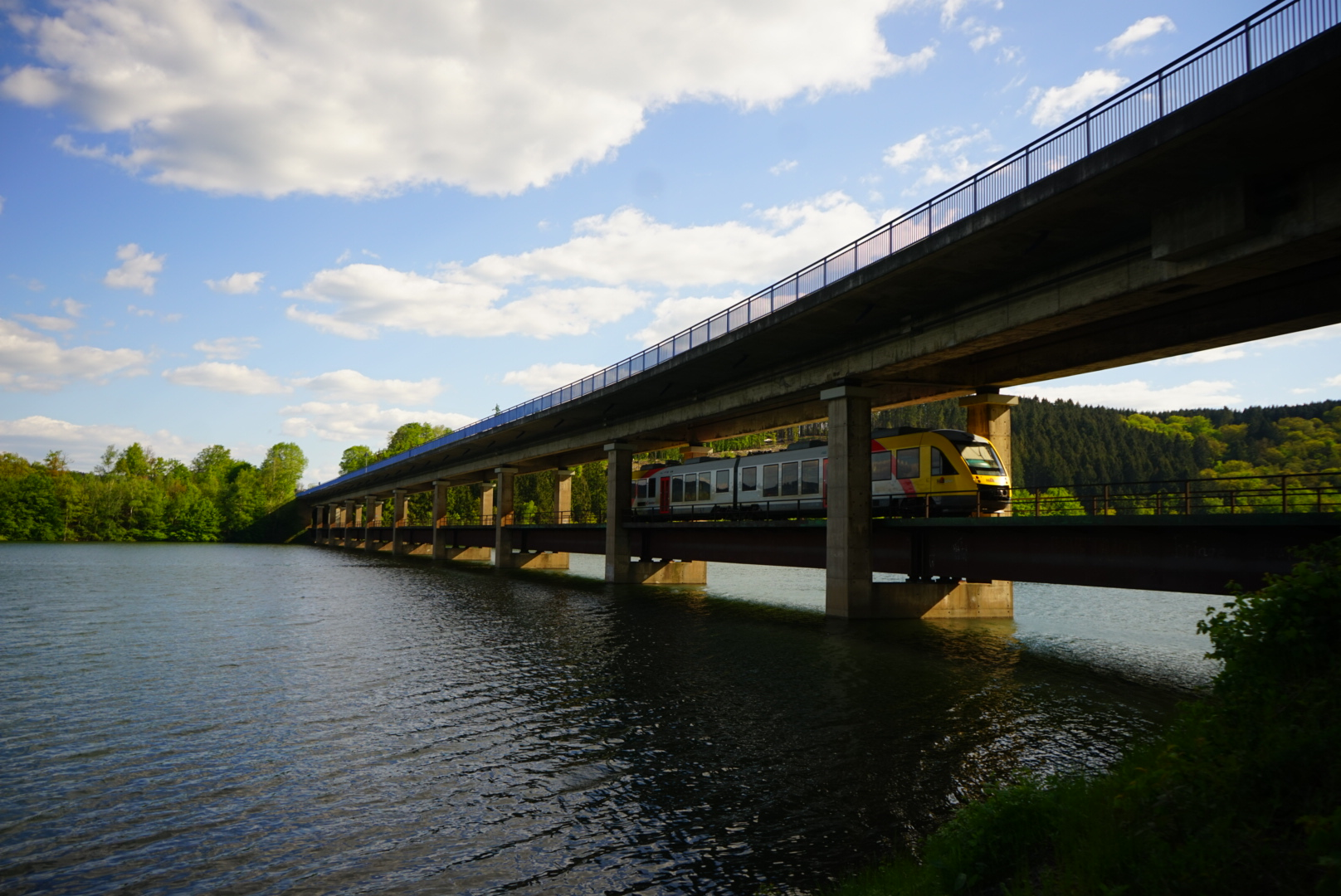
Doppelstockbrücke Listertal

## Zukunft
Im Rahmen der Modernisierungsoffensive für Bahnhöfe investierte das Land Nordrhein-Westfalen über eine Million Euro in den Bahnhof Finnentrop. Im ersten Bauabschnitt wurde das ungepflegte Empfangsgebäude trotz zahlreicher Proteste der Heimatfreunde abgerissen. Anschließend wurde der Hausbahnsteig auf 76 Zentimeter erhöht, als Kombibahnsteig für den Busbahnhof umgebaut und mit taktilen Blindenleitstreifen versehen, so dass Menschen mit Behinderung oder eingeschränkter Mobilität weitgehend ohne fremde Hilfe barrierefrei in die Züge ein- und aussteigen können.
Im Rahmen der Regionale 2013 werden verschiedene Stationsmaßnahmen entlang der Strecke umgesetzt. Am saisonalen Halt Attendorn-Hohen Hagen wird eine Beleuchtung installiert. Der Haltepunkt Sondern wird modernisiert und barrierefrei ausgebaut. Der Haltepunkt Kraghammer wird aufgelassen und durch einen neuen Halt Neu-Listernohl Biggestaudamm in anderer Lage ersetzt.
Die HLB wird diese Linie voraussichtlich bis zum Dezember 2030 betreiben, danach wird es eine Neuausschreibung geben.
Bis 2040 ist laut dem  NRW-Zielnetz 2032 kein weiterer Ausbau und/oder Verlängerung der Linie RB 92 geplant. Allerdings sollen ab 2032 Züge mit alternativen Antrieben (Wasserstoff oder Batterie) auf der Strecke fahren. Dazu wird die Strecke zurzeit mit einigen anderen nicht elektrifizierten Strecken im NWL-Gebiet in einem Gutachten untersucht.
Im NRW-Zielnetz 2040 soll die RB 92 von Olpe aus um 30 Minuten gedreht werden und über Finnentrop, Plettenberg, Werdohl, Altena, Letmathe, Hohenlimburg, Schwerte, Dortmund-Hörde, Dortmund-Signal-Iduna-Park weiter nach Dortmund Hbf verkehren. Diese Maßnahme erfordert den Ausbau des Haltepunktes Heggen zu einem Kreuzungsbahnhof und steht insgesamt unter Finanzierungsvorbehalt.

## Unfall 2003
Am 18. Oktober 2003 ereignete sich kurz vor 11:00 Uhr morgens ein Zugunglück in Attendorn. Während der Bauarbeiten an der Auto-Etage der Listertalbrücke bei Hohenhagen kamen zwei Materialwagen der Baufirma ins Rollen und legten die abschüssige Strecke via Listerscheid und Kraghammer bis nach Attendorn zurück. Kurz vor dem Bahnhof stießen die Wagen auf einem Bahnübergang mit einem Pkw und mehreren Fußgängern zusammen, zwei Menschen wurden getötet und mehrere verletzt. Einer der beiden Wagen rollte dabei noch einen Kilometer weiter talabwärts. Sämtliche Bahnübergänge waren wegen der Bauarbeiten deaktiviert, die Bahnstrecke diente lediglich dem Materialtransport für die Bauarbeiten.

## Simulation
Die Strecke zwischen Finnentrop und Olpe entlang des Biggesees sowie die ehemaligen Strecken Dieringhausen–Olpe und Olpe–Kirchen (Sieg)–Betzdorf wurden von einem Softwareanbieter als Eisenbahnsimulation für den Microsoft Train Simulator herausgebracht und seither stetig weiterentwickelt. Die Simulation spielt in den 1970er-Jahren, damals war noch das vollständige Streckennetz an der Bigge befahrbar und in Betrieb. Es wurde damals auch noch umfangreicher Güter- und Anschlussverkehr durchgeführt. Allerdings waren Dampflokaktivitäten in den 1970er-Jahren auf der Strecke Dieringhausen–Olpe schon Geschichte. Seit 1969 waren im Bahnbetriebswerk Dieringhausen (heute Eisenbahnmuseum) nur noch Dieseltriebfahrzeuge stationiert.